# Chantier naval de la mer d'Azov
Le chantier naval de la mer d'Azov (russe : Азовский судоремонтный завод, ukrainien : Азовський судноремонтний завод) est un important chantier naval de la ville de Marioupol en Ukraine. Connu aussi sous le nom de chantier naval de Jdanov.
Il a servi, tant à la construction de navires de guerre que de quais flottants, que de tankers... mais aussi des réparations et modifications. Le premier chantier naval est connu en 1886 mais c'est en 1931 qu'il prit la forme actuelle, le nom chantier naval de la mer d'Azov étant donné en 1989.
Il fonctionne aussi dans le transbordement et donc comme port

## Navires notables
EN quelques exemples :
- Svatovo (L434), navire ambulance,
- U954 MUS-482 et
- MUS-595 et
- MUS-857, barges pour déchets,
- Classe Ondatra, barges de débarquement.